# الكسندر سمول ماثيو
الكسندر سمول ماثيو هو سياسي كندي، ولد في 8 نوفمبر 1884، وتوفي في 11 أكتوبر 1969. حزبياً، نشط في British Columbia Social Credit Party ‏.